# Opius striatulus
Opius striatulus är en stekelart som beskrevs av Fischer 1957. Opius striatulus ingår i släktet Opius och familjen bracksteklar. Inga underarter finns listade i Catalogue of Life.